# خفة اليد

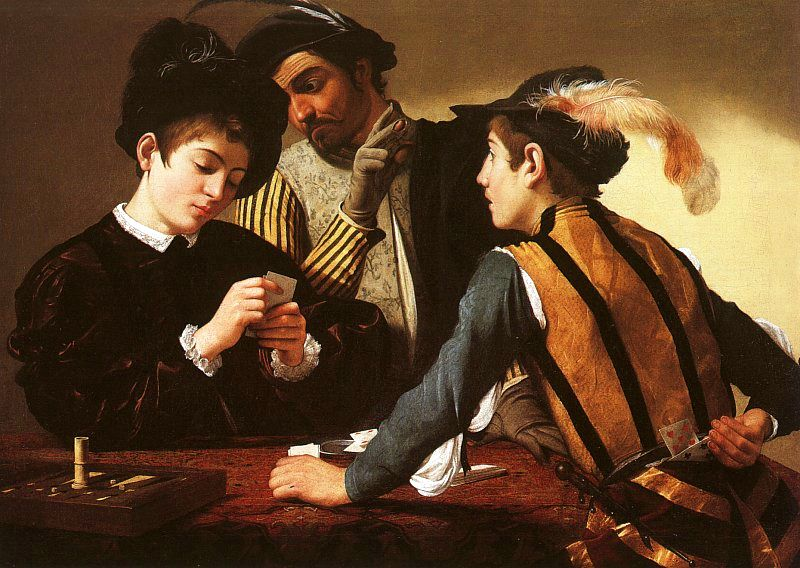
لاعب يستخدم خفة اليد للفوز بلعبة ورق.

تشير خفة اليد (بالإنجليزية: Sleight of hand)‏ (المعروفة أيضًا باسم prestidigitation or legerdemain) إلى المهارات الحركية الدقيقة عند استخدامها من قبل الفنانين في أشكال فنية مختلفة للترفيه أو التلاعب. ترتبط ارتباطًا وثيقًا بالسحر عن قرب وسحر البطاقة وسرقتها.
بسبب الاستخدام المكثف والممارسة من قبل السحرة، غالبًا ما يتم الخلط بين خفة اليد وفرع من السحر. لكنه في الواقع نوع منفصل من الترفيه والعديد من الفنانين يمارسون خفة اليد كمهارة مستقلة.